# Textos de execración

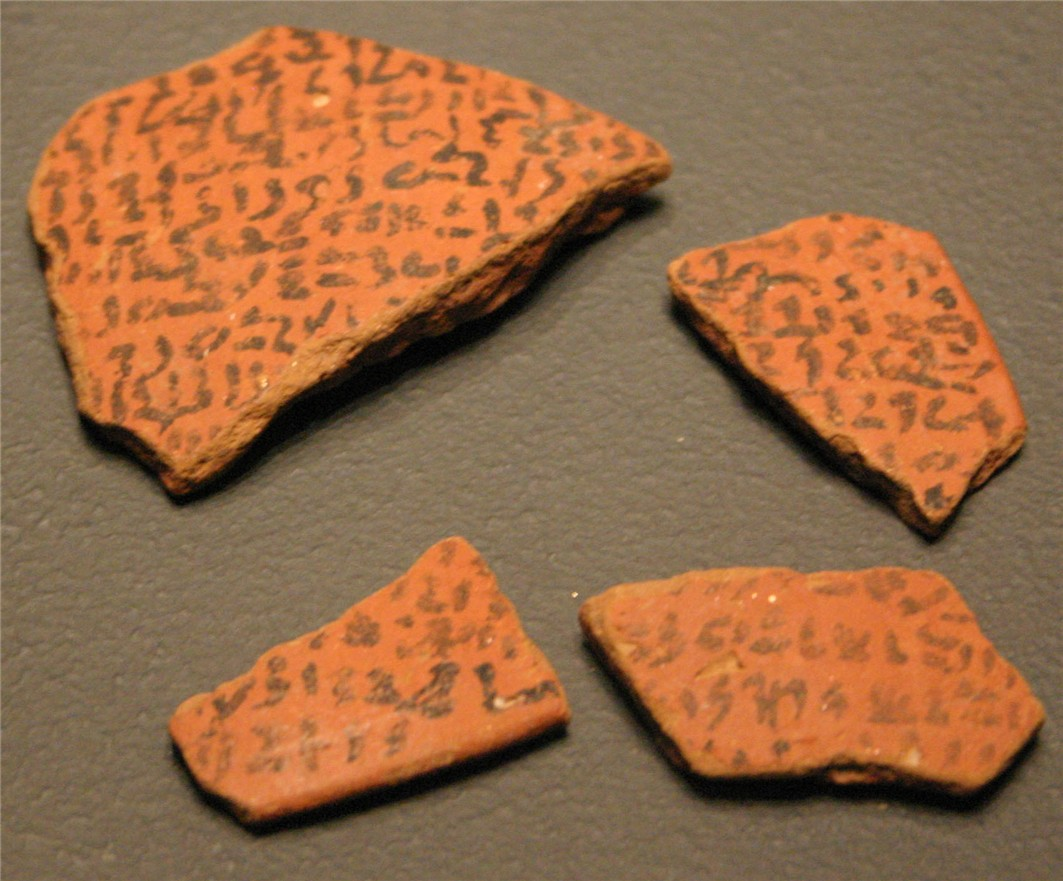
Fragmentos de cerámica con inscripciones hieráticas de execración. Imperio Medio de Egipto.

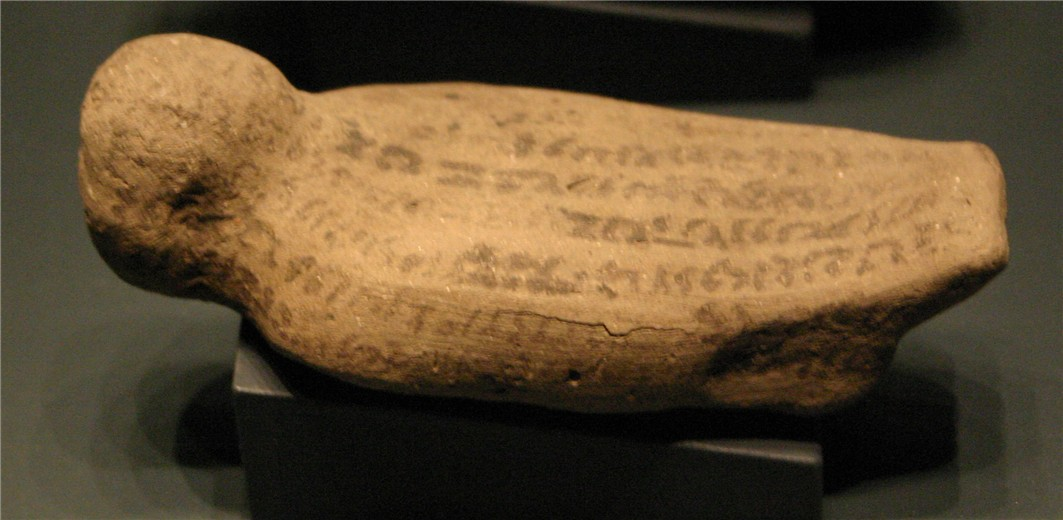
Texto de execración en figurilla. Imperio Medio. Encontrado en Saqqara. Hoy en el Musées Royaux d'Art et d'Histoire de Bruselas.

Los textos de execración, también conocidos a veces como listas de proscripción, son antiguos textos hieráticos egipcios donde se listaban los enemigos del faraón, los enemigos del Estado egipcio o vecinos extranjeros problemáticos.
Los textos con los nombres de los enemigos se solían escribir en estatuillas que representaban a extranjeros, cuencos de cerámica o bloques de arcilla o piedra, que eran destruidas posteriormente. El proceso ceremonial de romper los nombres y enterrarlos estaba destinado a ser una especie de magia empática que debía afectar a las personas o lugares mencionadas en los textos, su poder sería quebrantado y el enemigo podría sufrir hasta dolor. Los fragmentos se colocaban generalmente cerca de lugares de enterramiento o de sitios rituales. Esta práctica fue más común en tiempos de conflicto con los vecinos asiáticos de Egipto, sobre todo durante el reinado de Sesostris III y en años posteriores.

## Investigaciones
Los textos de execración son un importante recurso para los investigadores en el campo de la historia antigua del Cercano Oriente de los siglos XX a. C. al XVIII a. C. y también para los estudios bíblicos.
El primer grupo de textos de execración fue publicado por Kurt Sethe en 1926 y es conocido como los textos de Berlín. Georges Posener publicó un segundo grupo de textos en 1957, conocido como los textos de Bruselas. Un grupo adicional de textos, denominados textos de Mirgissa, fue publicado por Yvan Koenig en 1990.
La primera colección de textos está inscrita en fragmentos de cerámica y contiene los nombres de aproximadamente 20 lugares de Canaán y Fenicia y más de 30 gobernantes de la época. Estos textos contienen lo que es, posiblemente, la primera mención conocida de Jerusalén, a principios del segundo milenio antes de Cristo, a finales de la dinastía XI y comienzos de la XII.
El segundo grupo de textos están inscritos en figuritas de prisioneros atados descubiertas en Saqqara. Este grupo contiene los nombres de 64 lugares, listando por lo general uno o dos gobernantes. Están enumerados hasta siete países asiáticos conocidos. Este grupo de textos ha sido datado a finales de la dinastía XII de Egipto.
Se han querido ver trazas de textos de execración en la Biblia, como por ejemplo, en el Salmo 137, 8-9:
"Hija de Babilonia, devastadora
 
Bendito el que te devuelva

el mal que nos has hecho.

Dichoso el que tomare y estrellare
 
contra la piedra tus niños."

## Lugares mencionados
Los lugares mencionados en los textos de execración incluyen:
- Acre (Israel)
- Afula
- Arqa
- Ashkelon
- Beit She'an
- Byblos
- Damasco
- Dan)
- Eglon
- Monte Hermón
- Hormah
- Jerusalén
- Kedesh
- Laquis
- Lod
- Rehov
- Shechem
- Jasor
- Tiro